# The Wrong Side of Midnight
The Wrong Side of Midnight es un extended play de la banda alemana de heavy metal U.D.O., publicado en 2007 por AFM Records. El disco se compone de cinco canciones; «The Wrong Side of Midnight» en su versión sencillo y en versión álbum, «Street of Sin» y «Man a King Ruler» —no incluidas en el álbum Mastercutor— y «Плачет солдат», que es una versión en ruso de «Cry Soldier Cry» del disco Mission No. X.

## Lista de canciones
| N.º | Título                                          | Escritor(es)                      | Duración |  |
| 1.  | «The Wrong Side of Midnight» (versión sencillo) | Dirkschneider, Kaufmann           | 3:58     |  |
| 2.  | «The Wrong Side of Midnight» (versión álbum)    | Dirkschneider, Kaufmann           | 4:54     |  |
| 3.  | «Streets of Sin»                                | Dirkschneider, Kaufmann, Wienhold | 3:03     |  |
| 4.  | «Man a King Ruler»                              | Dirkschneider, Kaufmann, Wienhold | 3:34     |  |
| 5.  | «Плачет солдат»                                 | Dirkschneider, Kaufmann           | 5:50     |  |

## Músicos
- Udo Dirkschneider: voz
- Stefan Kaufmann: guitarra eléctrica
- Igor Gianola: guitarra eléctrica
- Fitty Wienhold: bajo
- Francesco Jovino: batería